# 24. konjeniški polk (Italija)
24. konjeniški polk Cavalleggeri di Vicenza je bil konjeniški polk Kraljeve italijanske kopenske vojske.